# Montanuy
Montanuy est une commune espagnole appartenant à la province de Huesca (Aragon, Espagne) dans la comarque de la Ribagorce.

## Géographie

### Communes limitrophes
Les communes limitrophes sont  Benasque, Bonansa, Castejón de Sos, El Pont de Suert, Laspaúles, Vielha e Mijaran et Vilaller.